# Raw Greatest Hits: The Music
Raw Greatest Hits: The Music es un álbum recopilatorio lanzado por la World Wrestling Entertainment (WWE) el 18 de diciembre de 2007.

## Lista de canciones
| Track | Song                        | Subject        | Length |
| ----- | --------------------------- | -------------- | ------ |
| 1     | The Time is Now             | John Cena      | 2:58   |
| 2     | I Won't Do What You Tell Me | Steve Austin   | 3:03   |
| 3     | If You Smell...             | The Rock       | 2:56   |
| 4     | The Game                    | Triple H       | 3:29   |
| 5     | Sexy Boy                    | Shawn Michaels | 3:22   |
| 6     | Rest in Peace               | The Undertaker | 3:16   |
| 7     | No Chance In Hell           | Mr. McMahon    | 1:59   |
| 8     | I Walk Alone                | Batista        | 4:08   |
| 9     | Line In The Sand            | Evolution      | 3:40   |
| 10    | Break the Walls Down        | Chris Jericho  | 2:03   |
| 11    | Wreck                       | Mick Foley     | 3:02   |
| 12    | Time to Rock & Roll         | Trish Stratus  | 3:13   |
| 13    | 619                         | Rey Mysterio   | 2:50   |
| 14    | Slow Chemical               | Kane           | 3:42   |
| 15    | Are You Ready?              | D-Generation X | 2:14   |
| 16    | Paparazzi                   | Melina         | 3:06   |
| 17    | Turn Up the Trouble         | Mr. Kennedy    | 3:33   |
| 18    | Here Comes the Money        | Shane McMahon  | 2:52   |
| 19    | Burn in My Light            | Randy Orton    | 3:55   |